# Monolito de Tláloc

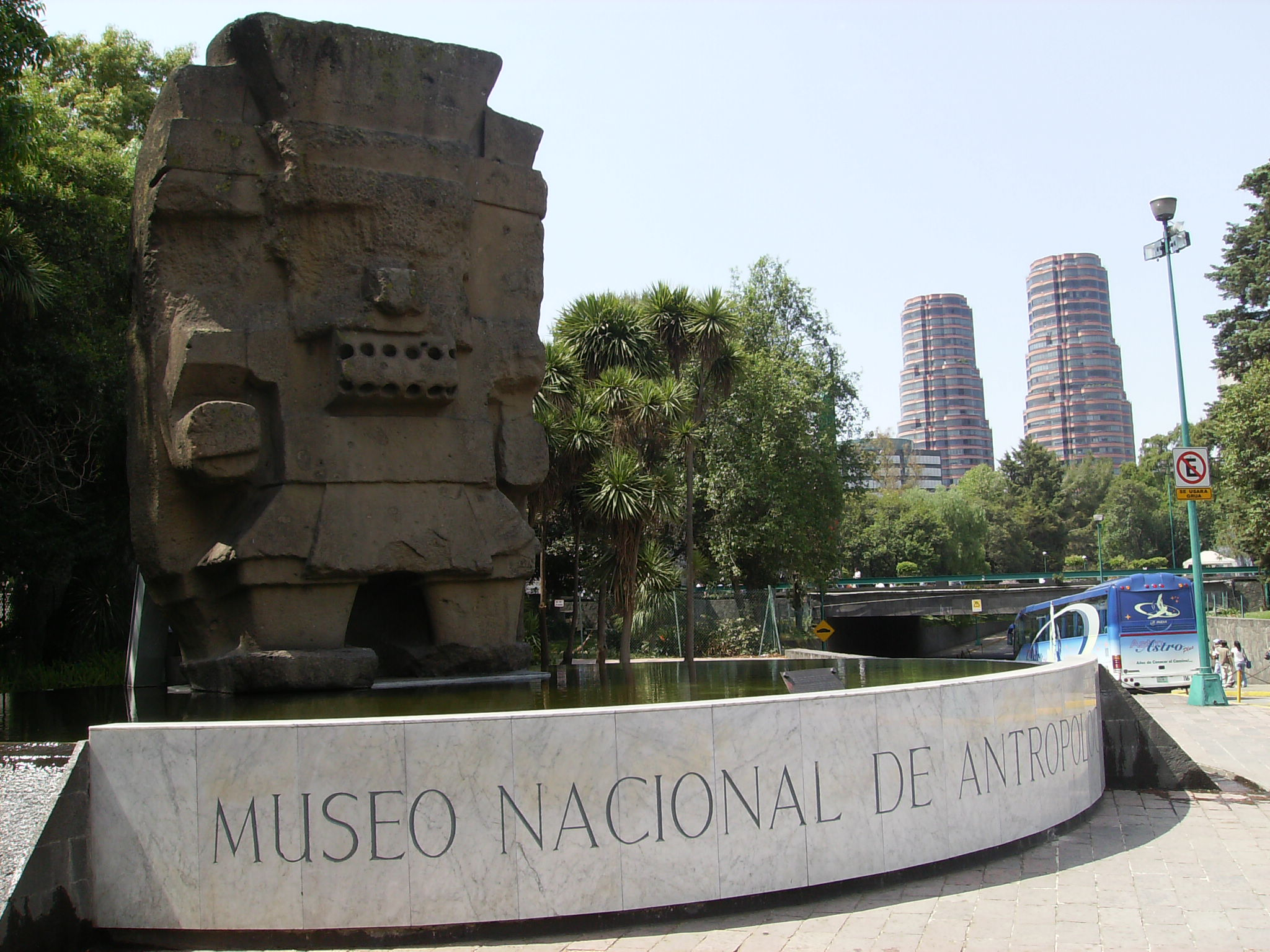
Monolito de Tláloc.

El Monolito de Tláloc es una escultura de origen nahuátl, ubicada actualmente a las afueras del Museo Nacional de Antropología de México, sobre Paseo de la Reforma en la Ciudad de México. Tiene una altura de 7 metros y un peso estimado de 168 toneladas.

## Historia

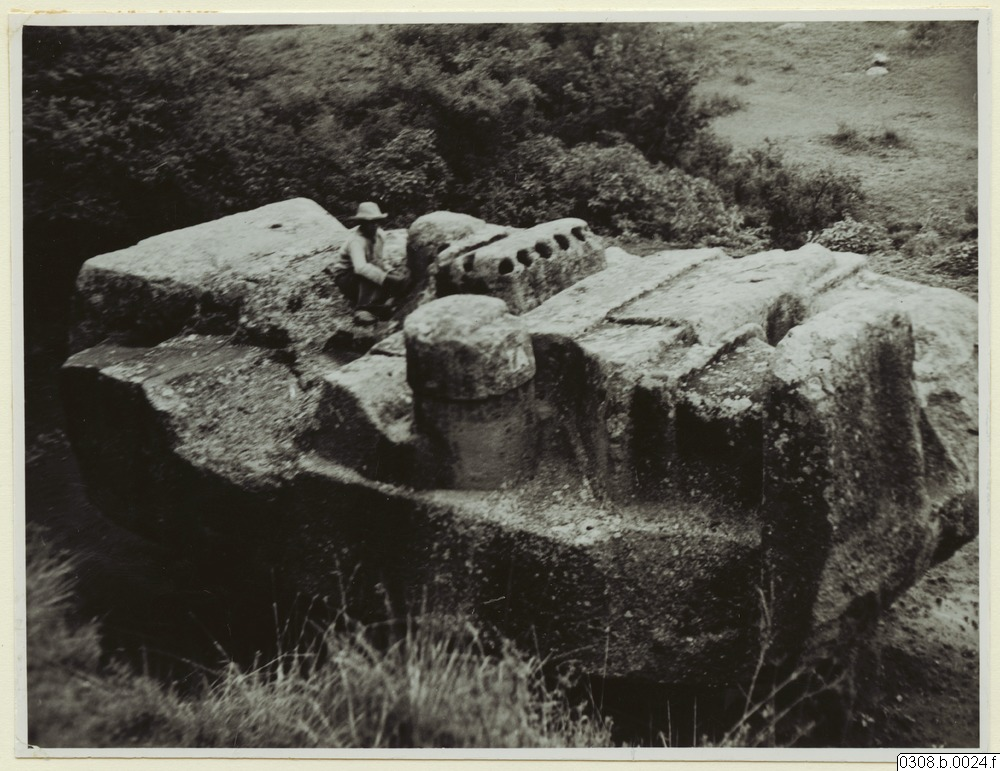
Monolito de Tláloc (San Miguel Coatlinchán), fotografía tomada por el ingeniero Ola Apenes en 1934.

Existen testimonios de la antigua conexión entre el monolito de la Barranca de Santa Clara en San Miguel Coatlinchán, también llamada Barranca del agua. Tradiciones orales narran como las coatlinchenses escondieron el monolito ante la Conquista de México. La parte descubierta del monolito dejaba ver los doce huecos en la lengua del personaje, por lo que fue llamada «Piedra de los tecomates» es decir jícaras o envases que se llenaban de agua pronosticando abundancia de agua; incluso, el agua de lluvia colectada en este sitio sagrado se le atribuían propiedades medicinales. Los indicios de su existencia se registran hacia 1880.Fue pintado por José María Velasco en 1889. Debido a su procedencia fue identificado por la ciencia como «monolito de Coatlinchan», siendo interpretada su imagen como de Tláloc por Leopoldo Batres en 1903 después de hacer actividades de excavación y consolidación arqueológica de la pieza lo que permitió conocerle por completo. Desde San Miguel Coatlinchan se le llevaban ofrendas asociadas al culto del agua. Visitantes eran recibidos en la barranca como un sitio de turismo.
Ante la construcción del nuevo Museo Nacional de Antropología, se planeó la extracción del monolito en 1964planeado para ser colocado al exterior del recinto. Para ese fin, se construyó un vehículo especial, estando a cargo el traslado del ingeniero Enrique del Valle Prieto. Los pobladores de San Miguel Coatlinchán se opusieron a su extracción, saboteando su salida misma que se retrasó por meses y planteando el cambio de ubicación de la pieza que originalmente estaba destinada a ser la pieza central. El gobierno de México desplegó por un mes al Ejército Mexicano y a la policía para disolver la resistencia del pueblo, dichas corporaciones permanecieron en el pueblo con el fin de sofocar cualquier intento de impedir la salida del monolito. Finalmente a las tres de la mañana del 16 de julio de 1964 un nuevo vehículo de 64 ruedas impulsado por dos tráileres lo trasladó vía terrestre a la capital. Para ese fin la carretera de Texcoco a la Ciudad de México fue pavimentada, y el vehículo avanzó entre protestas y despedidas de los coatlinchenses. Debido al clima que se vivía de represión por los movimientos sociales que ejercía la presidencia de Adolfo López Mateos, las fotografías tanto de la rebelión como de la presencia del ejército en Coatlinchán fue controlada en los medios de comunicación.
El monolito llegó a la Ciudad de México la madrugada del 17 de julio, realizándose un recorrido que convocó a cientos de personas que salieron a las calles a observar el paso y que incluyó el Zócalo capitalino. Durante este recorrido se desató una tormenta que inundó gran parte de las calles del Centro Histórico, creando el mito de que se había despertado a Tláloc.

## Interpretaciones
Alfredo Chavero identificó el monolito como Chalchiuhtlicue, la deidad femenina del agua. Según Chavero, los doce agujeros de la lengua del monolito, así como la postura de sus brazos no se presentan iconográficamente en ninguna interpretación conocida hasta entonces. Dicha interpretación llevó a una fuerte polémica académica entre Chavero y Batres,quien tras las excavaciones hechas reafirmó el monolito como masculina y con atributos de Tláloc. Además, al momento de excavar la pieza fueron encontrados restos de infantes y juguetes de barro, ofrendas asociadas al culto a Tláloc.
Según Eduardo Matos Moctezuma el estado del monolito impide que se pueda hacer una identificación concluyente.